# Christoph Martin Bartels
Christoph Martin Bartels (* 30. Januar 1936 in Hannover; † 15. August 2020 in Hildesheim) war ein deutscher evangelischer Theologe, Pastor und Erwachsenenbildner.

## Leben
Bartels wuchs als Sohn des späteren geistlichen Vizepräsidenten des Landeskirchenamts der Evangelisch-lutherischen Landeskirche Hannovers Friedrich Bartels auf. Die Erfahrung der nationalsozialistischen Zeit und des Zweiten Weltkriegs und seiner Folgen prägte Bartels’ Engagement für eine liberale, soziale und der Verantwortung für den Frieden und die Schöpfung gerecht werdenden Gesellschaft. Nach dem Abitur am humanistischen Ratsgymnasium in Hannover 1956, dem Studium der Evangelischen Theologie in Heidelberg, Basel, Tübingen und Göttingen von 1956 bis 1961 und dem 1. theologischen Examen in der Evangelisch-lutherischen Landeskirche Hannovers arbeitete Bartels von 1962 bis 1965 als Vikar in der Zentrale der Evangelischen Studentengemeinde in Deutschland (esg) in Stuttgart mit, nachdem er 1958/1959 dort die Position des studentischen Obmanns wahrgenommen hatte. Nach einem Pfarramt an der Martin-Luther-Kirche in Hildesheim 1965/1966 und dem 2. theologischen Examen wirkte Bartels von 1966 bis 1972 in der Zentrale der Evangelischen Akademikerschaft in Deutschland, einem Laienverband für ehemalige Mitglieder der evangelischen Studentengemeinde, mit. In dieser Zeit entstanden Veröffentlichungen wie Vertrauen ist besser und Berufung zum Job. Eine Mitarbeit im Pastoralkolleg der Evangelisch-lutherischen Landeskirche Hannovers in Loccum von 1973 bis 1977 schloss sich an. Bartels gehörte zum Kreis der Autoren des Gemeinschaftswerks des Evangelischen Erwachsenenkatechismus. Von 1977 bis 1998 war er Gemeindepfarrer der ev.-luth. Kirche St. Michaelis in Hildesheim. Dort war er in „geistlicher Weite“, „offenem Zugehen auf Menschen“ und mit „entwaffnendem Humor“ tätig. Bartels wirkte als Tutor in der Vikarsausbildung mit. Auf Stadtebene war er als Erwachsenenbildner in der 1921 begründeten Bugenhagen-Hochschule vor allem mit Seminaren zur Lebensberatung tätig, zu Themen wie „Das Altern“, „Die Kunst des Erinnerns“, „Der Wert des Vertrauens“, „Lob der Freundschaft“ „Das Glück“.
Privat widmete Bartels sich der Ornithologie. Aus seiner Ehe mit Sieglinde, geb. Gärtner 1962 bis 2020, entstammen zwei Töchter. Bartels war auch Mitglied der Herrnhuter Brüdergemeine.

## Schriften
- Berufung zum Job. Berufsethos und Arbeitswirklichkeit, Stuttgart 1967, 2. erw. Auflage 1969
- Berufsbilder im Wandel. Interviews aus der Praxis der exemplarischen Berufe, Stuttgart 1970
- Aus erster Hand. Plädoyer für das Elementare im öffentlichen und privaten Leben, Stuttgart 1971
- Schritte zum Beten. Ein Gebetsheft zum Evangelischen Kirchengesangbuch, Göttingen 1975
- Vertrauen ist besser. Über die Tragfähigkeit christlicher Verantwortung, Stuttgart 1976
- Persönliche Gebete für Zeitgenossen, Hannover 1982 (mit Joachim Stalmann)